# Hans Focking
Hans Focking (Dinxperlo, 11 juli 1946 – 31 maart 2023) was een Nederlands artistiek ondernemer in de sector van de podiumkunsten. In 1971 stichtte hij samen met zijn toenmalige partner Ton Wiggers Studio L.P., de voorloper van het dansgezelschap Introdans. Tussen 1971 en 2000 was Focking actief als zakelijk directeur van dit Arnhemse gezelschap.

## Biografie
Hans Focking begon in 1963 als jongste impresario van Nederland in Dinxperlo een eigen theaterbureau. In 1969 vertrok hij naar Arnhem om als productieleider in dienst te treden bij Toneelgroep Theater, een voorloper van het latere Theater Oostpool. Daar maakte hij begin jaren zeventig deel uit van de gedemocratiseerde leiding van de toneelgroep, die bestond uit drie benoemde en drie gekozen leden. In de periode van 1975 tot 1978 programmeerde hij eveneens het huistheater van Toneelgroep Theater: Theater aan de Rijn. Focking bleef tot 1981 actief binnen de toneelgroep.
In 1971 leerde Hans Focking Ton Wiggers kennen, die afgestudeerd was als danser en danspedagoog aan de Arnhemse Dansacademie en Fockings levenspartner zou worden. Ze besloten samen Studio L.P. op te richten, een dansvoorziening die aanvankelijk enkel gericht was op Oost-Nederland. De ongesubsidieerde balletwerkgroep ontwikkelde zich onder de tweehoofdige directie van Hans Focking en Ton Wiggers tot Introdans, een dansgezelschap behorend tot de Basisinfrastructuur van het Ministerie van Cultuur. Tot 1981 combineerde Focking zijn werk voor Introdans nog met zijn engagement bij Toneelgroep Theater, maar vanaf 1981 zou hij zijn aandacht volledig op het dansgezelschap Introdans richten.
In 2000 leidden toenemende meningsverschillen met betrekking tot het te voeren artistieke beleid, na een periode van dertig jaar, tot zijn vertrek bij het dansgezelschap. Gedurende zijn dertigjarige loopbaan bij Introdans was Hans Focking zeer actief binnen het culturele veld in Nederland. Zo was hij bestuurslid van verschillende kunstinstellingen en één van de oprichters van het D.O.D. (Directie Overleg Dans), dat later fuseerde tot de Nederlandse Associatie voor Podiumkunsten (NAPK). Hij was eveneens kroonlid van de Raad voor Cultuur, afdeling Muziek en theater, en lid van de Commissie Dans.
Na zijn vertrek bij Introdans vestigde Focking zich in Antwerpen, van waaruit hij werkzaam bleef voor Nederlandse adviescommissies. Zo was hij jarenlang één van de twee voorzitters van de adviescommissies van het Fonds voor Podiumprogrammering en Marketing.
Van 2003 tot 2007 was hij programmator van de theaters (Schouwburg Odeon en Theater de Spiegel) in Zwolle. Daarnaast verzorgde hij het management van "Hommage à Brel" door Filip Jordens en muzikanten.
Om zijn vijftigjarig jubileum in het culturele vak te vieren, organiseerde Hans Focking in 2013 een benefietconcert ten gunste van het bouwfonds van kunstencentrum De Roma in Borgerhout, dat onder de naam "Viva Roma" artiesten uit muziek, dans en cabaret samenbracht op het podium.
In 2015 werd Focking uitvoerend producent bij het musicalgezelschap InTeam Producties. Dit muziektheater brengt internationale musicals. Anno 2022 bekleedde hij enkel nog een adviserende rol bij dit gezelschap.

## Prijzen en onderscheidingen
- 1984 - Prijs van de Theaterkritiek (samen met Ton Wiggers)[8]
- 1996 - Ridder in de Orde van Oranje Nassau[9]
- 2000 - Gouden erepenning van de Provincie Gelderland
- 2000 - Zilveren erepenning van de Gemeente Arnhem